# Chiesa di San Lorenzo Martire (Ronsecco)
La chiesa di San Lorenzo Martire, o anche solo, più semplicemente, chiesa di San Lorenzo, è la parrocchiale di Ronsecco, in provincia ed arcidiocesi di Vercelli; fa parte del vicariato di Trino.

## Storia
La parrocchia di San Lorenzo è di origine medievale, essendo stata eretta antecedentemente al XIII secolo; l'ecclesia de Ronsicco si ritrova poi menzionata nel Registrum Synodalium del 1438 e in quello del 1440.
La chiesa venne riedificata nel XV secolo, ma nel 1775 fu dotata dell'area del coro; negli atti relativi alla visita pastorale effettuata in quel medesimo anno si legge che l'edificio, pur presentando qualche problema di umidità, nel complesso poteva essere definito in buone condizioni.
Nel 1857 la parrocchiale fu oggetto di un rifacimento seguendo i disegni dell'ingegnere torinese Ferrando; la consacrazione venne impartita il 19 ottobre 1872 dall'arcivescovo di Vercelli Celestino Matteo Fissore.
Il tetto dell'edificio venne interessato da un ripristino nel 1913; negli anni settanta si procedette all'esecuzione dall'adeguamento liturgico secondo le usanze postconciliari mediante l'aggiunta dei nuovi arredi sacri.

## Descrizione

### Esterno
La facciata della chiesa, rivolta a sudest, si compone di tre corpi: quello centrale presenta centralmente il portale d'ingresso e una finestra a lunetta murata ed è scandito da quattro semicolonne con capitelli ionici sorreggenti la trabeazione e il frontone triangolare iscritto in un registro attico, mentre le due ali laterali sono caratterizzate da specchiature e da lesene.
Annesso alla parrocchiale è il campanile a base quadrata, suddiviso in più registri da cornici; la cella presenta su ogni lato una monofora a tutto sesto ed è coronata dalla guglia.

### Interno
L'interno dell'edificio si compone di tre navate, separate da pilastri sorreggenti degli archi a tutto sesto e abbelliti da lesene, sopra le quali corre la cornice modanata e aggettante su cui si impostano le volte lunettate; al termine dell'aula si sviluppa il presbiterio, delimitato da balaustre, ospitante l'altare maggiore e chiuso dall'abside di forma semicircolare.